# Gynoglottis
Gynoglottis es un género que tiene asignada dos especies de orquídeas epífitas. 

## Descripción
Es una planta epífita que difiere de Coelogyne, de cuyo género fue segregado, por el hecho de tener el labelo unido a la columna en la mayoría de su longitud.

## Etimología
Su nombre significa "lengua femenina" (refiriéndose a la columna unida al labio).  

## Especies
| - Gynoglottis cymbidioides - Gynoglottis palaelabellatum |